# Kostel svaté Markéty (Brno)
Kostel svaté Markéty (někdy též označovaný jako kostel svatého Marka) je římskokatolický kostel nacházející se na Starém náměstí v brněnské městské části Brno-jih, bývalé samostatné obci Přízřenice. Počátky kostela sahají do přelomu 19. a 20. století, je vystaven v novogotickém stylu. Je filiálním kostelem farnost Modřice.
Chrám je chráněn jako kulturní památka České republiky.